# Parksville (Caroline du Sud)
Pour les articles homonymes, voir Parksville.
Parksville est une ville située dans le comté de McCormick, dans l’État de Caroline du Sud, aux États-Unis. Lors du recensement de 2020, elle comptait 120 habitants.